# Famille Scrope
La famille Scrope est une ancienne famille de la noblesse anglaise d'ascendance anglo-normande remontant au XIVe siècle, dont le nom (qui se prononce « scroop ») pourrait être dérivé de l'ancien mot anglo-normand « crab », qui aurait été donné comme un surnom au fils illégitime d'une princesse anglaise par un chevalier normand.

## Historique
De haute noblesse au Moyen Âge, la famille Scrope détenait les titres de baron Scrope de Masham, puis baron Scrope of Bolton (en) ensuite, pour une brève période, de comte de Wiltshire. Parmi la petite noblesse de nos jours les Scropes siègent à Danby dans le Yorkshire.